# Блечарзик, Натан
Натан Блечарзик /blə'ʃɑrzɪk/ (род. 1983) — соучредитель и директор по стратегии компании Airbnb, а также председатель Airbnb China. Блечарзик также был первым  техническим директором компании. Блечарзик занимает 203-е место в списке самых богатых людей мира по версии Forbes, с состоянием в $9,4 миллиарда, в основном благодаря владению 62 миллионами акций Airbnb.

## Ранние годы и образование
Блечарзик родился в 1983 году в семье Шейлы (в девичестве Андервуд) и Пола Стивена Блечарзика, который является поляком по происхождению. Его предки прибыли в США примерно во времена Первой мировой войны. Он вырос в обеспеченной семье в Бостоне, Массачусетс. Окончил Boston Latin Academy в 2001 году. Во время учёбы в школе он зарабатывал, создав собственный IT бизнес. Его хостинговая компания предоставляла услуги спамерам и однажды была внесена в «Реестр известных операторов спама (ROKSO)» проекта The Spamhaus Project, куда включаются крупнейшие спамерские сервисы.
Он продолжил писать программы, обучаясь в Гарвадском университете, стремясь получить степень бакалавра наук в области информатики, и заработал достаточно денег, чтобы оплатить своё обучение, прежде чем в 2002 году прекратил заниматься веб-хостингом, чтобы сосредоточиться на учёбе. Также он входил в бизнес-отдел The Harvard Crimson во время учёбы.

## Карьера
Блечарзик начал свою карьеру инженером в OPNET в 2005 году. В 2007 году он был ведущим разработчиком в Batiq. После того как он увидел объявление на Craigslist, Блечарзик переехал в одну квартиру с Джо Геббиа. В 2008 году Блечарзик объединился с Брайан Чески и Джо Геббиа для основания Airbnb и стал первым техническим директором компании, написав оригинальный сайт с использованием Ruby on Rails. Позднее в том же году, после неудачных попыток привлечь инвестиции, основатели закупили массово партии хлопьев и разработали упаковку с брендами '"Obama O's" и "Cap'n McCain's", чтобы продавать их на Национальном съезде Демократической партии в Денвере, штат Колорадо. Первоначально задуманная как маркетинговая уловка, эта акция принесла компании $30 000 и привлекла внимание Пола Грэма, который пригласил основателей на зимнюю сессию акселератора Y Combinator в январе 2009 года. Программа предоставила им обучение и $20 000 инвестиций в обмен на 6% долю в компании. В ранние годы Airbnb сталкивалась с попытками запрета сервиса в Нью-Йорке и Сан-Франциско, но в итоге компания согласилась выплачивать налог на гостиницы.
Блечарзик курировал расширение Airbnb на Кубу в 2015 году.
В начале 2017 года Блечарзик перешёл на должность директора по стратегии в Airbnb. В октябре 2017 года он был назначен председателем Airbnb China, также известной как Aibiying.
Летом 2019 года, после того как Шон М. Джойс, занимавший тогда высокую должность в Airbnb, выразил обеспокоенность по поводу просьбы китайских властей о расширении доступа к пользовательским данным, Блечарзик ответил, что компания находится в Китае не для того, чтобы «продвигать американские ценности».

### Личная жизнь
Блечарзик проживает в Сан-Франциско, Калифорния. Он женат на Элизабет Мори Блечарзик, неонатологе. У пары двое детей; Блечарзик выступает сторонником декретных отпусков для отцов.

### Благотворительность
Блечарзик присоединился к инициативе Уоррена Баффета и Билла Гейтса под названием «Клятва дарения» — сообществу миллиардеров, обязавшихся отдать большую часть своего состояния на благотворительность.
В 2019 году он пожертвовал 1 миллион долларов своей альма-матер — Boston Latin Academy.